# Glyptoscelis cylindrica
Glyptoscelis cylindrica är en skalbaggsart som beskrevs av Blake 1967. Glyptoscelis cylindrica ingår i släktet Glyptoscelis och familjen bladbaggar. Inga underarter finns listade i Catalogue of Life.